# Victor Cruz
(en) Statistiques sur pro-football-reference
Victor Michael Cruz, né le 11 novembre 1986 à Paterson, est un sportif professionnel américain de football américain ayant évolué au poste de wide receiver dans la National Football League (NFL) pendant huit saisons, pour les franchises des Giants de New York (2010 à 2016) et des Bears de Chicago (2017).
Auparavant, il a joué au niveau universitaire dans la NCAA Division I FBS pour les Minutemen de l'université du Massachusetts pendant trois saisons avant de signer comme joueur agent libre non drafté à New York.

## Jeunesse
Victor est le fils de Blanca Cruz (d'origine afro-portoricaine) et de Michael Walker (sapeur pompier, d'origine afro-américaine). Son père se suicide en 2007.
Il entre à l'école catholique supérieure de Paterson (Paterson Catholic High School) et termine le dernier semestre de son parcours de 3 ans à l'Académie de Brighton (Bridgton Academy) à North Bridgton dans le Maine.
Lors de sa seule saison à Bridgeton Academy, il attrape 47 ballons pour un gain total de 883 yards et 8 touchdowns. À la Paterson Catholic High School, Victor joue à la fois comme wide receiver et defensive back sous les ordres de l'entraîneur Andrew Slome à qui il attribue son succès.
En 2003, il est récompensé comme joueur junior All-Star, son équipe étant invaincue (11 victoires-0 défaite) et remportant le championnat du groupe 1 de la New Jersey Parochial.
Au cours de cette saison, il réceptionne 42 passes inscrivant 19 touchdowns dont 15 à la réception.

## Carrière NCAA
Cruz au début a eu beaucoup de mal à combiner avec succès ses études et sa carrière de footballeur. Il est d'ailleurs renvoyé à deux reprises de l'Université du Massachusetts pour des violations du règlement interne de l'académie.
Il ne devient éligible pour jouer au sein des Minutemen de l'UMass qu'en 2007 mais il continue à combiner une carrière respectable de football universitaire tout en obtenant son diplôme d'études universitaires,.
Il termine sa carrière à UMass avec 131 réceptions ce qui le classe 4e receveur de l'histoire de l'université bien qu'il n'ait rejoint l'équipe que lors de sa saison junior,.
Il inscrit 11 touchdowns et atteint presque les 2 000 yards.
Cruz est nommé pour les années 2008 et 2009 comme Wide receiver de l'équipe type de la Colonial Athletic Association.

## Carrière NFL
Cruz n'est pas choisi lors de la Draft 2010 de la NFL mais il est signé le lendemain par les Giants de New York.
| Données mesurées lors du Boston College's Pro Day 2010 | Données mesurées lors du Boston College's Pro Day 2010 | Données mesurées lors du Boston College's Pro Day 2010 | Données mesurées lors du Boston College's Pro Day 2010 | Données mesurées lors du Boston College's Pro Day 2010 | Données mesurées lors du Boston College's Pro Day 2010 | Données mesurées lors du Boston College's Pro Day 2010 | Données mesurées lors du Boston College's Pro Day 2010 | Données mesurées lors du Boston College's Pro Day 2010 | Données mesurées lors du Boston College's Pro Day 2010 | Données mesurées lors du Boston College's Pro Day 2010 |
| Taille                                                 | Poids                                                  | Long. bras                                             | Taille main                                            | 40 yds dash                                            | 10 yds split                                           | 20 yds split                                           | 20 yds shuttle                                         | 3 cone drill                                           | Dét. Vert.                                             | Dét. Long.                                             |
| ------------------------------------------------------ | ------------------------------------------------------ | ------------------------------------------------------ | ------------------------------------------------------ | ------------------------------------------------------ | ------------------------------------------------------ | ------------------------------------------------------ | ------------------------------------------------------ | ------------------------------------------------------ | ------------------------------------------------------ | ------------------------------------------------------ |
| 1,82 m (5 ft 11,5 in)                                  | 93,440 kg (206 lb)                                     | 78,74 cm (31 in)                                       | 24,13 (10,75 in)                                       | 4.47 s                                                 | 1,56 s                                                 | 2,60 s                                                 | 4,17 s                                                 | 6,96 s                                                 | 105,41 cm (41,5 in)                                    | 3,17 m (10 ft 5 in)                                    |

### Giants de New York

#### Saison 2010
Lors du match de pré-saison contre les Jets de New York le 16 août 2010, Cruz aide les Giants à gagner 31 à 16, réceptionnant 6 passes pour un gain net de 145 yards et inscrivant 3 touchdowns. Il termine la pré-saison comme meilleur receveur de la NFL avec 297 yards, étant également premier à égalité avec 4 touchdowns inscrit à la réception. Il intègre l'effectif des Giants, joue trois matchs en début de saison mais se blesse à la cuisse et est placé pour le reste de la saison sur la liste des réservistes blessés.

#### Saison 2011
Après la perte lors de la free agency de leur receveur Steve Smith, les Giants intègrent Cruz dans leur équipe comme 4e receveur. Les blessures de Mario Manningham (en) et de Domenik Hixon vont amener Cruz à jouer plus de jeux et tenir un rôle très important lors de la victoire contre les Eagles de Philadelphie. Il termine ce match avec 3 réceptions pour un gain de 110 yards et 2 touchdowns (les deux premiers de sa carrière NFL).
Le 2 octobre 2011, alors qu'ils sont menés 24 à 27 dans le 4e quart-temps par les Cardinals de l'Arizona et qu'il reste moins de 3 minutes à jouer, Cruz réussit une réception et chute sans avoir été touché sur les 29 yards adverses. Il lâche le ballon en se relevant. Un joueur adverse le récupère pensant erronément que Cruz avait effectué un fumble et croyant le ballon toujours vivant. Sur le jeu suivant, Eli Manning lance une passe vers Hakeem Nicks lequel réussi la réception du touchdown de la victoire.
En semaine 5, lors de la défaite 25 à 36 contre les Seahawks, Cruz effectue une réception à une main à la suite d'une passe de 68 yards. Plus tard dans le match, Cruz commet un fumble permettant à Seattle d'égaliser à 22 partout. Alors qu'ils sont menés 25 à 29 et qu'ils se trouvent dans les 20 yards adverses, Cruz glisse lors de sa course, et lors de sa tentative désespérée d'attraper le ballon, il ne peut que le dévier dans les bras de Brandon Browner qui le retourne sur 94 yards inscrivant le dernier touchdown du match pour Seattle.
En semaine 16, il égale le record NFL en réussissant un touchdown de 99 yards contre les Jets de New York. Ses 89 yards effectués à la course après la réception du ballon constituent la plus longue course de ce record. Dans le même match, il dépasse Amani Toomer qui détenait le record sur une saison du plus grand nombre de yards accumulés à la réception par un Giant.
En semaine 17 contre les Cowboys de Dallas, lors du match décisif pour l'attribution de la dernière place en playoffs de la NFC, Cruz réussit 6 réceptions pour un gain total de 178 yards, inscrivant les premiers points du match par un TD de 74 yards. Il réussit au cours du 4e quart-temps, sur une 3e et 7, une réception de 44 yards, permettant aux Giants de se retrouver en position de convertir un field goal leur donnant une avance correspondant à 2 TDs. Les Giants marquent un autre TD (passe de 4 yards complétée de Eli Manning vers Hakeem Nicks. Eli Manning établis le record sur une saison de 15 touchdowns à la passe dans le 4e quart-temps. Les Giants gagnent le match 31 à 14. Cruz termine cette saison avec 1 536 yards en 82 réceptions pour 9 touchdowns, établissant un nouveau record de yards à la réception sur une saison pour la franchise new-yorkaise. Cruz est nommé All-Pro de seconde équipe par l'Associated Press.
Contre les 49ers de San Francisco pour le titre de la NFC, Cruz réussit 10 réceptions pour 142 yards, toutes en première mi-temps. Les Giants gagnent après prolongation 20 à 17 et accèdent au Super Bowl XLVI qu'ils gagnent en battant les Patriots de la Nouvelle-Angleterre.
Cruz a pratiquement célébré tous ses touchdowns en effectuant une salsa. Il a déclaré que c'était en honneur de sa défunte grand-mère qui lui avait appris cette danse. Le New York Daily News avait même effectué une description de sa technique par un spécialiste de la danse. La danse de célébration de TD de Cruz ont même eu comme conséquence qu'il fut invité à participer à l'émission Dancing with the Stars mais il refusa poliment.

#### Saison 2012
Après l'année de la révélation, Victor Cruz est titulaire lors des 16 matchs. Il mène la franchise avec 86 réceptions pour 1 092 yards et 10 TDs et confirme qu'il n'était pas un feu de paille.
Il est le premier joueur des Giants à effectuer 80 réceptions, 1 000 yards et 10 touchdowns en une seule saison. Il devient aussi le premier joueur des Giants à effectuer deux saisons de suite 80 réceptions, 1 000 yards et 9 TDs.
Ses 86 réceptions sont la 2e performance dans l'histoire des Giants (derrière les 107 de Steve Smith en 2009), la 7e de la NFC et la 12e de la NFL. Ses 1 092 yards en réception sont la 10e performance de la NFC et la 15e de la NFL.
Il fut l'un des 10 joueurs de NFL à inscrire au moins 10 TDs à la réception. Il a réceptionné au moins 3 passes lors de chaque match sauf chez les Cowboys de Dallas le 28 octobre où il n'en réussit que 2.
Le 16 septembre contre Tampa Bay, Cruz réussit 11 réceptions pour 179 yards et son coéquipier Nicks réalise 10 réceptions pour 199 yards. Les Giants seront la 1re équipe de l'histoire de la NFL avec deux WRs ayant réussi au moins 10 réceptions et au moins 175 yards lors du même match. C'était la seconde fois de l'histoire des Giants que deux de ses WRs réussissaient au moins 10 TDs chacun lors d'un même match (le 20 septembre 2009 à Dallas, Mario Manningham (en) réussit 10 réceptions pour 150 yards et 1 TD et Steve Smith 10 réceptions pour 134 yards et 1 TD). Contre les Buccaneers de Tampa Bay, Manning lance pour 510 yards. Manning, Cruz et Nicks rejoignent trois anciens Hall of Famers (QB Norm Van Brocklin, WR Elroy "Crazy Legs" Hirsch et WR Tom Fears (en) des Rams de Los Angeles de 1951) comme les seuls coéquipiers de l'histoire de la NFL à réussir, au cours d'un même match, 500 yards à la passe et deux receveurs avec au moins 150 yards à la réception.
Le 30 septembre, il réussit 9 réceptions pour 109 yards (dont 1 touchdown de 14 yards) contre Philadelphie.
Le 7 octobre, il réceptionne 5 passes pour 50 yards et 3 touchdowns contre les Browns de Cleveland. Il fut le premier Giant à inscrire 3 touchdowns en 1 match depuis Ahmad Bradshaw (3 touchdowns à la suite de 3 courses d'1 yard le 16 octobre 2011 contre les Bills de Buffalo) et le premier Giant à réceptionner 3 passes de TDs depuis Hakeem Nicks (contre les Panthers de la Caroline le 10 septembre 2010).
Le 21 octobre, il réussit 7 réceptions pour 131 yards contre les Redskins de Washington. Il avait installé les Giants aux commandes à la suite d'une réception de passe d'Eli Manning de 77 yards alors qu'il ne restait que 1:13 à jouer. Il s'agit du plus long TD gagnant à la passe de l'histoire de la franchise dans les 2 dernières minutes de jeu.
Le 9 décembre contre les Saints de La Nouvelle-Orléans, il réussit 8 réceptions pour 110 yards. C'est la 12e fois qu'il réussit plus de 100 yards sur un match ce qui le place en 4e place dans l'histoire de la franchise à égalité avec Kyle Rote et Earnest Gray (en).
Victor Cruz sera sélectionné pour son 1er Pro Bowl où il y établit un record avec ses 10 réceptions (victoire de la NFC, 62 à 35). Il était le second WR des Giants à être sélectionné au Pro Bowl depuis Homer Jones (en) en 1968, Steve Smith ayant été sélectionné en 2009 après avoir enregistré un record de la franchise avec 107 passes réceptionnées.

#### Saison 2013
Le 14 juin 2013, Cruz signe un contrat d'un an comme offre d'agent libre restreint pour un montant de 2,879 million $.
Le 8 juillet 2013, il signe une extension de contrat de 5 ans pour un total de 45,879 million $ ce qui le lie globalement pour 6 années avec les Giants.
Cruz se blesse au talon (contusion) le 18 août en match de pré-saison. Contrairement à la blessure du centre David Baas, la blessure au talon de Victor Cruz est jugé minime.

#### Saison 2014
Le 12 octobre 2014, contre les Eagles de Philadelphie, Cruz a subi une déchirure du tendon rotulien mettant fin prématurément à sa saison 2014. En 6 matchs de saison 2014, Cruz gagne 337 yards et inscrit 1 touchdown.

#### Saison 2015
Bien qu'il ait été autorisé à jouer en semaine 10 contre les Patriots, la franchise annonce que Cruz aurait à subir une intervention chirurgicale au niveau de son mollet gauche, et qu'il allait dès lors manquer toute la saison 2015,. Le 17 novembre 2015, il est replacé sur la liste des réservistes blessés.

#### Saison 2016
Après deux années de réhabilitation, Cruz refoule un terrain de NFL le 11 septembre 2016 à l'occasion du premier match de la saison contre les Cowboys de Dallas. Il va y inscrire le touchdown de la victoire qu'il célèbre en effectuant une salsa, sa première depuis deux ans. Victor Cruz réédite sa performance le match suivant contre les Saints de La Nouvelle-Orléans inscrivant en réception le touchdown de la victoire, 16 à 13. Lui et son coéquipier Odell Beckham Jr. dansent dans la zone d'en-but pour célébrer le touchdown synonyme de victoire mais cette célébration trop appuyée leur vaut d'être mis à l'amende par la NFL (12,154 $ chacun). Le reste de la saison sera moins bon, Cruz participant à beaucoup moins de jeux.
Le 13 février 2017, Cruz est finalement libéré par les Giants,.

### Chicago Bears

#### Saison 2017
Le 25 mai 2017, Cruz signe un contrat d'un an avec les Bears de Chicago mais est libéré le 2 septembre 2017. Il ne joue pas officiellement lors de la saison 2017.

### Retraite
Le 21 août, 2018, Cruz déclare prendre sa retraite définitive comme joueur. Il va rejoindre la chaîne ESPN comme analyste,.

### Statistiques NFL
| Saisons                | Équipes            | Matchs           | Matchs           | Réceptions       | Réceptions       | Réceptions       | Réceptions       | Réceptions       | Courses          | Courses          | Courses          | Courses          | Courses          | Fumbles          | Fumbles          |
| Saisons                | Équipes            | MJ               | MT               | Réc.             | Yds              | Moy.             | Lng              | TD               | Tent.            | Yds              | Moy.             | Lng              | TD               | Fum.             | FP               |
| Saison régulière       | Saison régulière   | Saison régulière | Saison régulière | Saison régulière | Saison régulière | Saison régulière | Saison régulière | Saison régulière | Saison régulière | Saison régulière | Saison régulière | Saison régulière | Saison régulière | Saison régulière | Saison régulière |
| ---------------------- | ------------------ | ---------------- | ---------------- | ---------------- | ---------------- | ---------------- | ---------------- | ---------------- | ---------------- | ---------------- | ---------------- | ---------------- | ---------------- | ---------------- | ---------------- |
| 2010                   | Giants de New York | 3                | 0                | -                | -                | -                | -                | -                | -                | -                | -                | -                | -                | -                | -                |
| 2011                   | Giants de New York | 16               | 7                | 82               | 1.536            | 18,7             | 99T              | 9                | 1                | 3                | 3,0              | 3                | 0                | 1                | 1                |
| 2012                   | Giants de New York | 16               | 16               | 86               | 1.092            | 12,7             | 80T              | 10               | 0                | 0                | 0,0              | 0                | 0                | 0                | 0                |
| 2013                   | Giants de New York | 14               | 13               | 73               | 998              | 13,7             | 70T              | 4                | 0                | 0                | 0,0              | 0                | 0                | 1                | 1                |
| 2014                   | Giants de New York | 6                | 6                | 23               | 337              | 14,6             | 61               | 1                | 0                | 0                | 0,0              | 0                | 0                | 0                | 0                |
| 2015                   | Giants de New York | -                | -                | -                | -                | -                | -                | -                | -                | -                | -                | -                | -                | -                | -                |
| 2016                   | Giants de New York | 15               | 12               | 39               | 586              | 15. 0            | 48               | 1                | 0                | 0                | 0.0              | 0                | 0                | 1                | 1                |
| Total NYG              | Total NYG          | 70               | 53               | 303              | 4.549            | 15,0             | 99               | 25               | 1                | 3                | 3,0              | 3                | 0                | 3                | 3                |
| Total NFL              | Total NFL          | 70               | 53               | 303              | 4.549            | 15,0             | 99               | 25               | 1                | 3                | 3,0              | 3                | 0                | 3                | 3                |
| Après saison régulière |                    |                  |                  |                  |                  |                  |                  |                  |                  |                  |                  |                  |                  |                  |                  |
| 2011                   | Giants de New York | 4                | 4                | 21               | 269              | 12,8             | 36               | 1                | 0                | 0                | 0,0              | 0                | 0                | 0                | 0                |
| 2016                   | Giants de New York | 1                | 1                | 3                | 30               | 10.0             | 17               | 0                | 0                | 0                | 0.0              | 0                | 0                | 0                |                  |
|                        | Total              | 4                | 4                | 21               | 269              | 12,8             | 36               | 1                | 0                | 0                | 0,0              | 0                | 0                | 0                | 0                |

## Vie privée
Cruz a eu une fille prénommée, Kennedy, avec Elaina Watley. Ils se sont fiancés le jour du baptême de leur fille. Pendant l'été 2010, Cruz fonde Young Whales, une ligne de vêtement avec son ancien coéquipier Nate Collins (en). Cruz et son ancien coéquipier Osi Umenyiora font partie des modèles de la marque.
Après les fusillades survenues au Sandy Hook Elementary School le 14 décembre 2012, Cruz a rendu hommage à une des victimes âgée de 6 ans, Jack Pinto. Ce dernier était un de ses fans. Lors du match contre les Falcons d'Atlanta, deux jours après le massacre, il porte des chaussures sur lesquelles était inscrit sur une RIP Jack Pinto et sur l'autre Jack Pinto My Hero,. Le 19 décembre 2012, il rend visite à la famille à Newtown dans le Connecticut, et déclare : "Je sentais qu'il était juste que je lui marque tout mon respect et que je sois d'un peu de réconfort envers sa famille et ce autant que je le pouvais". ("I felt like it was only right that I pay my respects to him and be as comforting to that family as much as I can"). Il donna au frère de Pinto (Ben) les gants et chaussures qu'il avait porté lors du match contre les Falcons.
Cruz a vécu la plupart du temps à Paterson dans le New Jersey mais habite actuellement à Lyndhurst, deux villes situées dans le New Jersey.
En décembre 2013, presque un an après la tragédie, Victor Cruz a envisagé de rendre à nouveau hommage à Jack Pinto ainsi qu'aux autres victimes
Il déclare : "Je ne sais pas quoi. Nous verrons bien. Mais je projette de faire quelque chose" - ("I'm not sure what. Cruz says. "We'll see. But I do plan on doing something).
Le 15 janvier 2013, il collabore avec la société de chaussures et vêtements sportifs Foot Locker pour créer le Cruzday Tuesday (Le mardi de Cruz). Les fans étaient invités à envoyer via Twitter et Instagram ((@TeamVic) une photo de leurs chaussures à #CruzdayTuesday et #Kickstagram. Chaque mardi, Cruz choisi une photo laquelle est diffusée sur Twitter et instagram comme la photo Foot Locker du jour. Le gagnant reçoit également une carte-cadeau de la part de Foot Locker.
Le 5 mars 2015, il déclare lors d'une interview qu'il s'est engagé dans un programme "Fuel Greatness", un programme national créé par les producteurs laitiers américains et la NFL pour s'assurer que les enfants mangent un petit déjeuner sain tous les matins en apportant le petit déjeuner dans les écoles à travers l'Amérique.[réf. nécessaire]
Il a aussi sa propre biographie, Out of the Blue.[réf. nécessaire]
Il a vécu en couple avec la mannequin Karrueche Tran de 2017 à 2021,.